# Transpadaanse Republiek
De Transpadaanse Republiek (Italiaans: Repubblica Transpadana) was een Franse vazalstaat in het noorden van het huidige Italië. De Transpadaanse Republiek bestond van 15 november 1796 tot 17 juli 1797. Het land omvatte het territorium van Lombardije en dat van het hertogdom Milaan en het hertogdom Mantua. Door de militaire successen van Napoleon Bonaparte werden in steeds meer Noord-Italiaanse steden pro-Franse republikeinse bestuursorganen gevestigd. Deze bestuursorganen vormden in de herfst van 1796 verschillende staatsstructuren die de grondslag zouden vormen tot onder andere de Transpadaanse Republiek.
Het land hield op te bestaan toen het met de Cispadaanse Republiek werd samengevoegd tot de Cisalpijnse Republiek.
- Library of Congress Control Number: n82166895
- Nationale Bibliotheek van Israël: 987007555263505171
- Virtual International Authority File: 158305329
- WorldCat: E39PBJy4grvq9QQCv6tc8tXw4q